# Louis Jules Ernest Malinvaud
Pour les articles homonymes, voir Malinvaud.
Louis Jules Ernest Malinvaud est un médecin et un botaniste français né le 26 septembre 1836 à Paris et mort le 22 septembre 1913 dans cette même ville.

## Biographie
Orphelin de bonne heure, il est élevé par sa grand-mère maternelle puis par une autre de ses parentes. Il fait ses études à Limoges et devient bachelier ès-lettres et ès-sciences en 1854. Intéressé par la botanique, il noue des relations avec des botanistes de la région dont Pierre Marie Edouard Lamy de la Chapelle (1804-1886).
En 1860, il entre à l’école de médecine de Limoges avant de venir à Paris en 1863 poursuivre ses études à Paris. Mais il interrompt ses études avant d’être diplômé docteur. Après avoir servi comme médecin durant la guerre de 1870, il abandonne la pratique médicale pour se consacrer entièrement à la botanique ainsi qu’à la Société botanique de France, dont il est président en 1906. Il fait paraître de très nombreuses publications sur la flore française.

## Source
- François Pellegrin (1954), « Un siècle de Société de botanique de France », Bulletin de la Société botanique de France, supplément au n° 101 : 17-46.